# 大同通商

大同通商株式会社（だいどうつうしょう、Daido Corporation Japan）は、日本の商社。

## 沿革
- 1949年　田島隆（ユキコ・ルシール・デービスの弟）が、機械・金属加工品などの輸出を目的として友人と2人で創立[2]。
- 1951年　アメリカ・ニューヨークに現地法人Daido Corporation, USAを設立。
- 1977年　台湾・台北市に、Daido Corporation, USAの連絡事務所（美国来多公司台北連絡事務所）を開設。
- 1986年　台北連絡事務所を支店に昇格。
- 1992年　ヨーロッパ市場へオートバイ部品の販売を開始。
- 1995年　台湾・台中市に台中事務所を開設。
- 1996年　中国・上海に上海事務所を開設。
- 1999年　台湾支店を統合、台中現在地へ移転。
- 2002年　Daido Corporation, USAを、社名AdvanTech International, Incに変更、現在地へ移転。
- 2005年　Advantech International, Inc. ヨーロッパ駐在員事務所をドイツ・ミュンヘンに開設。
- 2005年　中国・上海に現地法人ダイドーコーポレーション・チャイナを設立。
- 2013年　ISO9001を取得。
- 2014年　ベトナム・ハノイに駐在員事務所を開設。

## 本社（本店）所在地
- 東京都千代田区岩本町二丁目11番9号（本店登記住所）

## 拠点数
- 国内拠点1
- 海外拠点5（米国、中国、ドイツ、台湾、ベトナム）

以上2014年現在の拠点数である。